# Куновци
Куновци су насељено место у саставу града Пожеге, у Славонији, Република Хрватска.

## Становништво
Насеље је према попису становништва из 2011. године имало 88 становника.
| Националност       | 1991.       |
| Хрвати             | 78 (98,73%) |
| Срби               | 0           |
| Југословени        | 0           |
| остали и непознато | 1 (1,26%)   |
| Укупно             | 79          |